# Mắt yếm dải
Mắt yếm dải, tên khoa học Platysteira laticincta, là một loài chim trong họ Platysteiridae.